# شرکت کشتی‌سازی دولتی چین
شرکت کشتی‌سازی دولتی چین (انگلیسی: China State Shipbuilding Corporation) شرکت خوشه‌ای کشتی‌سازی چینی است، که در زمینه مهندسی، طراحی و ساخت انواع کشتی و شناور، همچنین تولید جنگ‌افزار و صنایع دفاعی فعالیت می‌نماید.
شرکت کشتی‌سازی دولتی چین در سال ۱۹۹۸ توسط حزب کمونیست چین راه‌اندازی شد و در حال حاضر دارای شمار زیادی شرکت تابعه، اسکله و سایت کشتی‌سازی در جنوب و شرق چین می‌باشد و بعنوان دومین شرکت کشتی‌سازی جمهوری خلق چین شناخته می‌شود.
دفتر مرکزی این شرکت در شهر پکن، جمهوری خلق چین قرار دارد و سهام آن در بازار بورس شانگهای معامله می‌شود.